# (526) Йена
(526) Йена (лат. Jena) — астероид главного пояса, который принадлежит к спектральному классу B и входит в состав семейства Фемиды. Он был открыт 14 марта 1904 года немецким астрономом Максом Вольфом в обсерватории Хайдельберг и назван в честь одноимённого города в Германии, в связи с проходившим в Йене в 1906 году съездом Астрономического общества.

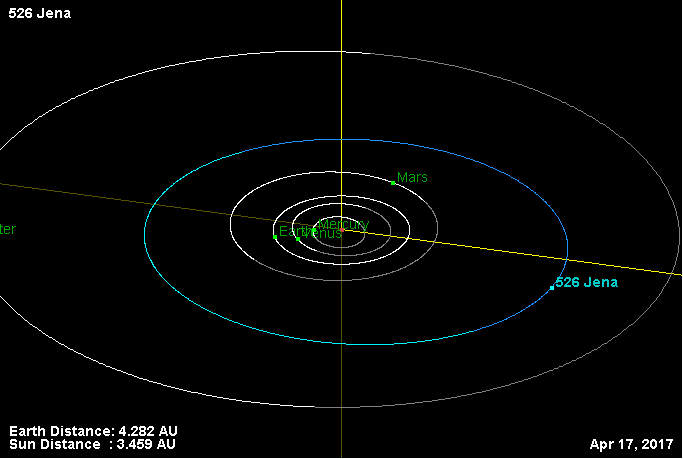
Орбита астероида Йена и его положение в Солнечной системе